# مجلس التنمية الاقتصادية (البحرين)
مجلس التنمية الاقتصادية في مملكة البحرين هو مجلس تأسس في 1 أبريل 2000 ، ويختص المجلس بوضع إستراتيجية التنمية الاقتصادية للبحرين والإشراف عليها وتوفير المناخ الملائم لجذب الاستثمارات المباشرة إلى المملكة رئيس مجلس التنمية الاقتصادية حالياً هو الأمير سلمان بن حمد آل خليفة ولي العهد رئيس مجلس الوزراء منذ 3 مارس 2002. 
يضم مجلس إدارته وزراء من الحكومة فضلاً عن مدراء تنفيذيين في القطاعات الصناعية. 
ويتجسد دور المجلس في توحيد كافة الجهات الحكومية المعنية ضمن رؤية موحدة، ووضع الاستراتيجيات الأساسية للنمو المستدام. كما يعمل المجلس كجهة تسيير وتسهيل للأعمال، حيث يساعد كافة الجهات المعنية في البحرين في فهم وتبني التغيير اللازم للتقدم. وبالإضافة إلى ذلك، يدير المجلس المشاريع لضمان تنفيذ جميع مبادرات الإصلاح المتفق عليها بطريقة فعالة وفي الوقت المناسب. 

## الانجازات

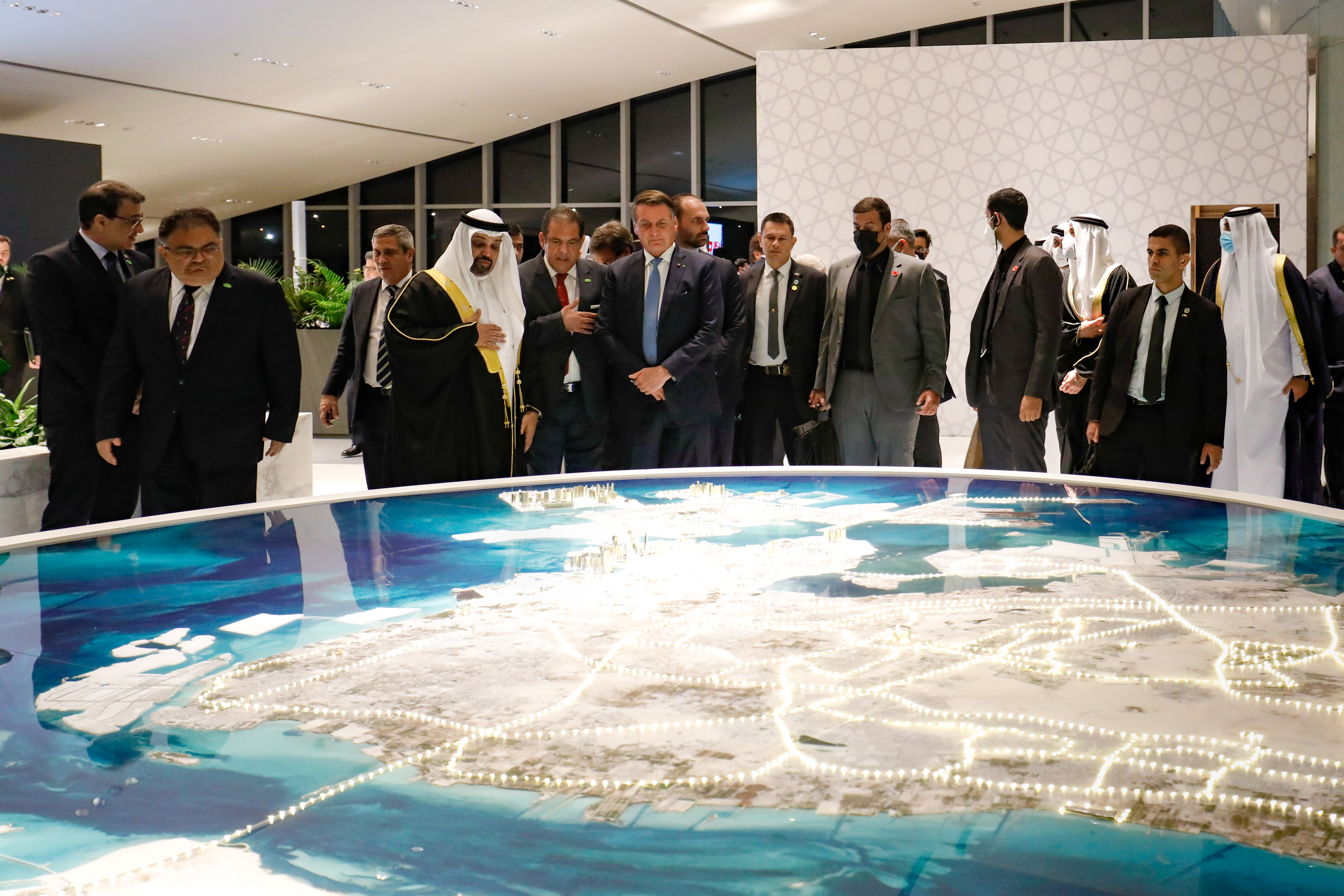
الرئيس البرازيلي يزور مجلس التنمية الاقتصادية

منذ إنشائه في عام 2000، عمل مجلس التنمية الاقتصادية البحرين بالتعاون مع الحكومة ومجموعة من الشركاء، على تنفيذ عدد من المبادرات الرئيسية التي رفعت مستوى أداء الاقتصاد الوطني. وقد ركزت بشكل كبير على رفع القدرة التنافسية الاقتصادية وزيادة الإنتاجية وخلق قوة عاملة ماهرة في البحرين.
- 2001م: أول من أدخل تشريعات قطاع الصيرفة الإسلامية.

- 2004م: أول من حرر قطاع الاتصالات.
- 2005م: تدشين منطقة البحرين العالمية للاستثمار.
- 2006م: توقيع اتفاقية التجارة الحرة مع الولايات المتحدة الامريكية.
- 2008م: تأسيس هيئة جودة التعليم والتدريب.
- 2009م: افتتاح ميناء خليفة بن سلمان.
- 2010م: تأسيس الهيئة الوطنية لتنظيم المهن والخدمات الصحية (نهرا).
- 2017م: أول من طبق سياسة السحابة ، أولاً تدشين البيئة التجريبية الرقابية للتكنولوجيا المالية، تدشين خدمات الجيل الخامس للهاتف المتنقل.
- 2018م: طرح قانون حماية البيانات الشخصية وقانون إعادة التنظيم والإفلاس ، تدشين مؤسسة التنظيم العقاري.
- 2019م: أول من تبنى الخدمات المصرفية المفتوحة ، إصدار التوجيهات الخاصة بمنصات الأصول المشفرة ، إطلاق مركز الابتكار السحابي CIC.
- 2020م: التوسع في اتمتة المحاكم – الملفات والمدفوعات الالكترونية ، إتاحة التعلم الافتراضي من قبل وزارة التربية والتعليم والتوسع في خدمات الرعاية الصحية الافتراضية.
- 2021م: تدشين مسرح الدانة.

## قيمة الاستثمارات المباشرة التي استقطبها مجلس التنمية الاقتصادية
- 2023 حتى سبتمبر: 1.4 مليار دولار.[3]
- 2022: 1.1 مليار دولار.
- 2020: 885 مليون دولار.
- 2019: 868 مليون دولار
- 2018: 830 مليون دولار.
- 2017: 733 مليون دولار.
- 2016: 281 مليون دولار.[4]

## أنشطة مجلس التنمية الاقتصادية البحرين
- رؤية البحرين الاقتصادية 2030
- استراتيجية التنمية الوطنية

## صلاحيات مجلس التنمية الاقتصادية
في (8 مايو 2005) تم تعزيز وتقوية صلاحيات مجلس التنمية الاقتصادية لتصبح قراراته ملزمة للحكومة. فقد أصدر عاهل البلاد مرسوم رقم (31) للعام 2005، وتعدلت المادة الأولى من المرسوم لتنص على ما يأتي:
«يُنشأ مجلس يسمى (مجلس التنمية الاقتصادية)، ويكون رئيس المجلس على علاقة تنسيقية في أعمال المجلس مع رئيس مجلس الوزراء». أما المادة التاسعة فنصت على أن «تكون قرارات مجلس التنمية الاقتصادية ملزمة للوزارات والمؤسسات والجهات الإدارية في الدولة، وعليها اتخاذ الإجراءات اللازمة لتنفيذها».
كما أضيفت صلاحيات جديدة إلى مجلس التنمية الاقتصادية من خلال المرسوم المذكور، منها «اختيار رؤساء الشركات المملوكة للحكومة وتلك التي تساهم فيها الدولة بأغلبية رأس المال، وترشيح ممثلي الحكومة في الشركات التي تقل فيها المساهمة عن تلك النسبة، وذلك بالتنسيق مع رئيس مجلس الوزراء»، و»النهوض بالمسائل الاقتصادية ومهام التخطيط الاقتصادي الاستراتيجي والقطاعي وسياسات وضوابط الخصخصة... «، و»الموافقة على المشروعات الاستثمارية الكبرى وفقاً للضوابط التي يضعها المجلس»، و»يؤخذ رأي المجلس في مشروعات القوانين التي تتعلق بالاختصاصات الموكلة إليه».
وفي (18 فبراير 2009) تعززت صلاحيات مجلس التنمية الاقتصادية أكثر من خلال مرسوم رقم (13) للعام 2009 الذي عدل بعض أحكام المرسوم رقم (9) للعام 2000 بإنشاء وتنظيم مجلس التنمية الاقتصادية، اذ نص المرسوم على صلاحية «تعيين أعضاء مجالس إدارات الشركات التي تملكها الدولة بالكامل، واختيار ممثلي الدولة في مجالس إدارات الشركات التي تساهم الدولة بنصيب في رأسمالها... وعلى شركة ممتلكات البحرين القابضة أخذ رأي رئيس مجلس التنمية الاقتصادية قبل تعيين أعضاء مجالس إدارات الشركات التابعة لها والمملوكة لها بالكامل، أو ترشيح ممثليها في مجالس إدارات الشركات التي تساهم بنسبة في رأسمالها»، و»إبداء الرأي في المشروعات الاستثمارية الكبرى قبل الموافقة على تأسيسها والترخيص لها بمباشرة أنشطتها، وفي أي تغيير مزمع إجراؤه على أي من المشروعات الاستثمارية الكبرى بعد تأسيسها، سواء بالتحول إلى شكل قانوني آخر أو بالاندماج أو بالسيطرة أو الاستحواذ على الحصص»، وان «تصدر قرارات المجلس بأغلبية أصوات الحاضرين وعند تساوي عدد الأصوات يرجح الجانب الذي منه الرئيس».

## بعض من زاروا مجلس التنمية الاقتصادية
- السلطان هيثم بن طارق آل سعيد سلطان عمان.[6]
- الرئيس عبدالفتاح السيسي ، رئيس جمهورية مصر العربية [7]
- الرئيس عمر البشير، رئيس جمهورية السودان السابق [8]
- الرئيسة كاتالين نوفالك رئيسة جمهورية المجر الشعبية.[9]
- الأمير الحسن بن طلال ولي عهد المملكة الأردنية الهاشمية السابق.[10]
- الأمير الحسين بن عبد الله الثاني ولي عهد المملكة الأردنية الهاشمية.[11]
- الرئيس نيكوس أناستاسيادس رئيس جمهورية قبرص.[12]
- الرئيس إبراهيم محمد صلح رئيس جزر المالديف.[13]
- الرئيس سردار بردي محمدوف ، رئيس تركمانستان [14]
- الدكتور بشر هاني الخصاونة ، رئيس الوزراء وزير الدفاع بالمملكة الأردنية الهاشمية. [15]
- الرئيس السابق جايير بولسونارو، رئيس جمهورية البرازيل الاتحادية السابق. [16]
- السلطان إبراهيم إسماعيل ، سلطان جوهور.[17]
- ديفيد كاميرون ، رئيس وزراء المملكة المتحدة الأسبق. [18]
- الرئيس سيلابان راما ناطان، رئيس جمهورية سنغافورة السابق.[19]

## أعضاء مجلس التنمية الاقتصادية
- صاحب السمو الملكي الأمير سلمان بن حمد آل خليفة ولي العهد رئيس مجلس الوزراء (رئيس المجلس)
- سمو الشيخ عبدالله بن حمد آل خليفة
- سمو الشيخ ناصر بن حمد آل خليفة
- معالي الشيخ خالد بن عبدالله آل خليفة
- سمو الشيخ عيسى بن سلمان بن حمد آل خليفة
- سعادة الدكتور حسن بن عبدالله فخرو (نائب الرئيس)
- معالي الشيخ سلمان بن خليفة آل خليفة
- سعادة السيد رشيد بن محمد المعراج
- سعادة السيد جميل بن محمد علي حميدان
- سعادة السيد محمد بن ثامر الكعبي
- سعادة السيدة نور بنت علي الخليف
- سعادة السيد عبدالله بن عادل فخرو
- سعادة السيد خالد إبراهيم حميدان
- سعادة السيد سمير عبدالله ناس
- السيد فاروق يوسف المؤيد
- السيد سعود عبدالعزيز كانو
- الدكتور سامر ماجد الجشي
- السيد يوسف عبدالله يوسف أكبر علي رضا
- السيد طارق جليل الصفار
- سعادة السيد خالد عمرو الرميحي
- السيد خالد علي راشد الأمين
- السيدة نجلاء محمد الشيراوي
- السيدة رشا محمد سبكار
- الآنسة فاطمة عيسى إبراهيم
- السيد علي موسى شافعي

## الإدارة التنفيذية
- الرئيس التنفيذي: سعادة السيد خالد حميدان
- مستشار مجلس الادارة: سعادة السيد ايان ليندسي
- الرئيس التنفيذي لتطوير الاعمال: على المديفع
- مدير تنفيذي – إدارة المكاتب الدولية وإدارة تطوير الأعمال (قطاع الصناعة والنقل والخدمات اللوجستية): أحمد السلطان
- مدير تنفيذي – إدارة تطوير الأعمال (قطاع الخدمات المالية): دلال بوحجي
- مدير تنفيذي – إدارة المكاتب الدولية: حمد العماري
- مستشار قانوني أول: الدكتور جميل العلوي
- مدير تنفيذي – الخدمات المؤسسية: لندا جناحي
- مدير تنفيذي – إدارة علاقات المستثمرين والشئون الحكومية: مازن الحليّ
- مدير تنفيذي – التسويق والاتصالات: محمد العلوي
- مدير تنفيذي – إدارة تطوير الاستثمارات (قطاع الصحة والتعليم والسياحة): منذر المداوي
- مدير تنفيذي – إدارة تطوير الاستثمارات (قطاع تقنية المعلومات والاتصالات): مصعب عبدالله
- مدير تنفيذي – الاستراتيجية والدراسات: ندى السعيد
- مدير تنفيذي – إدارة المشاريع الخاصة: رشاد الفجر
- مدير تنفيذي – إدارة المشاريع (المنتدى الاقتصادي العالمي): ريما الكيلاني

## الصور

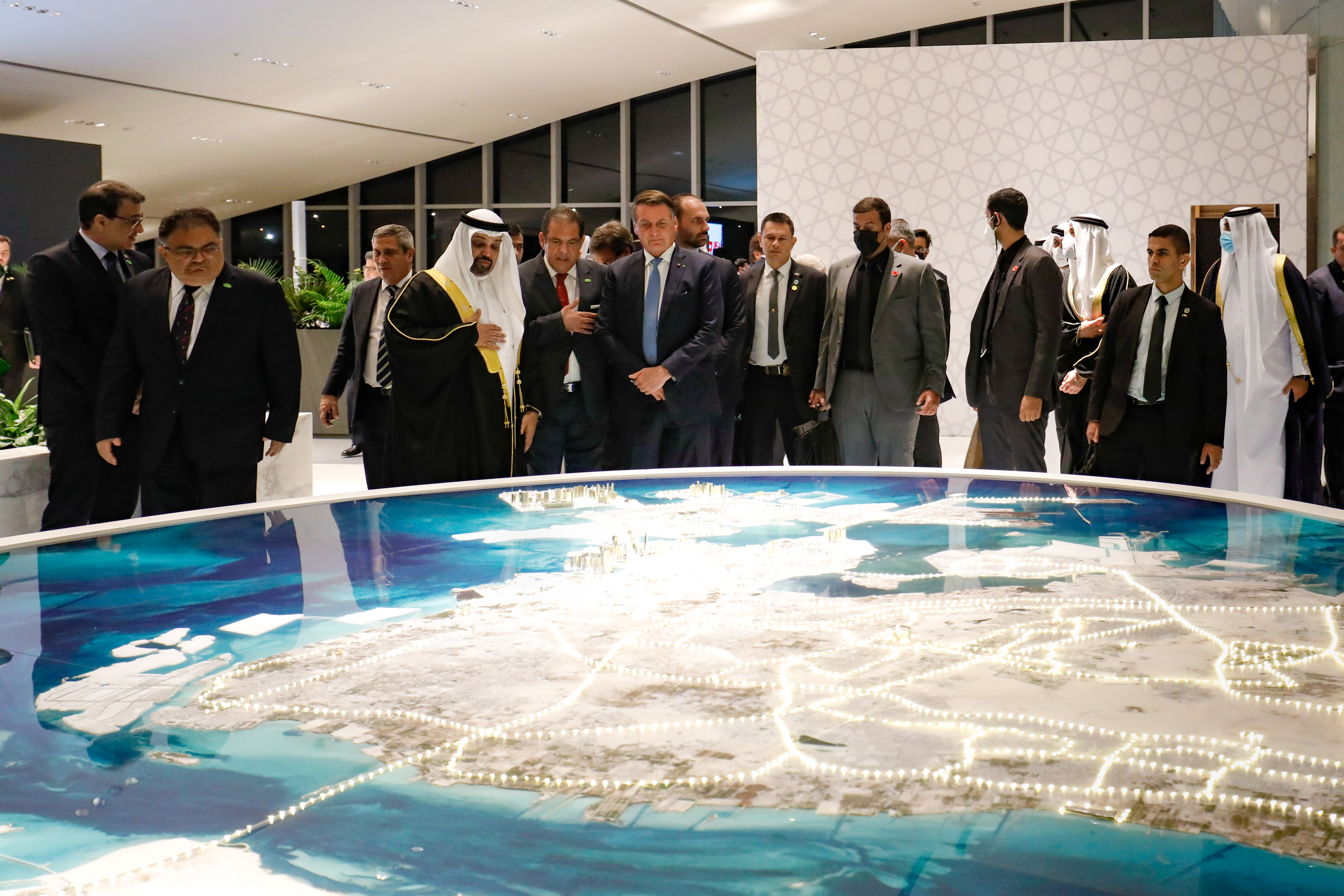
وزير المالية والاقتصاد الوطني خلال استقباله الرئيس البرازيلي في مجلس التنمية الاقتصادية

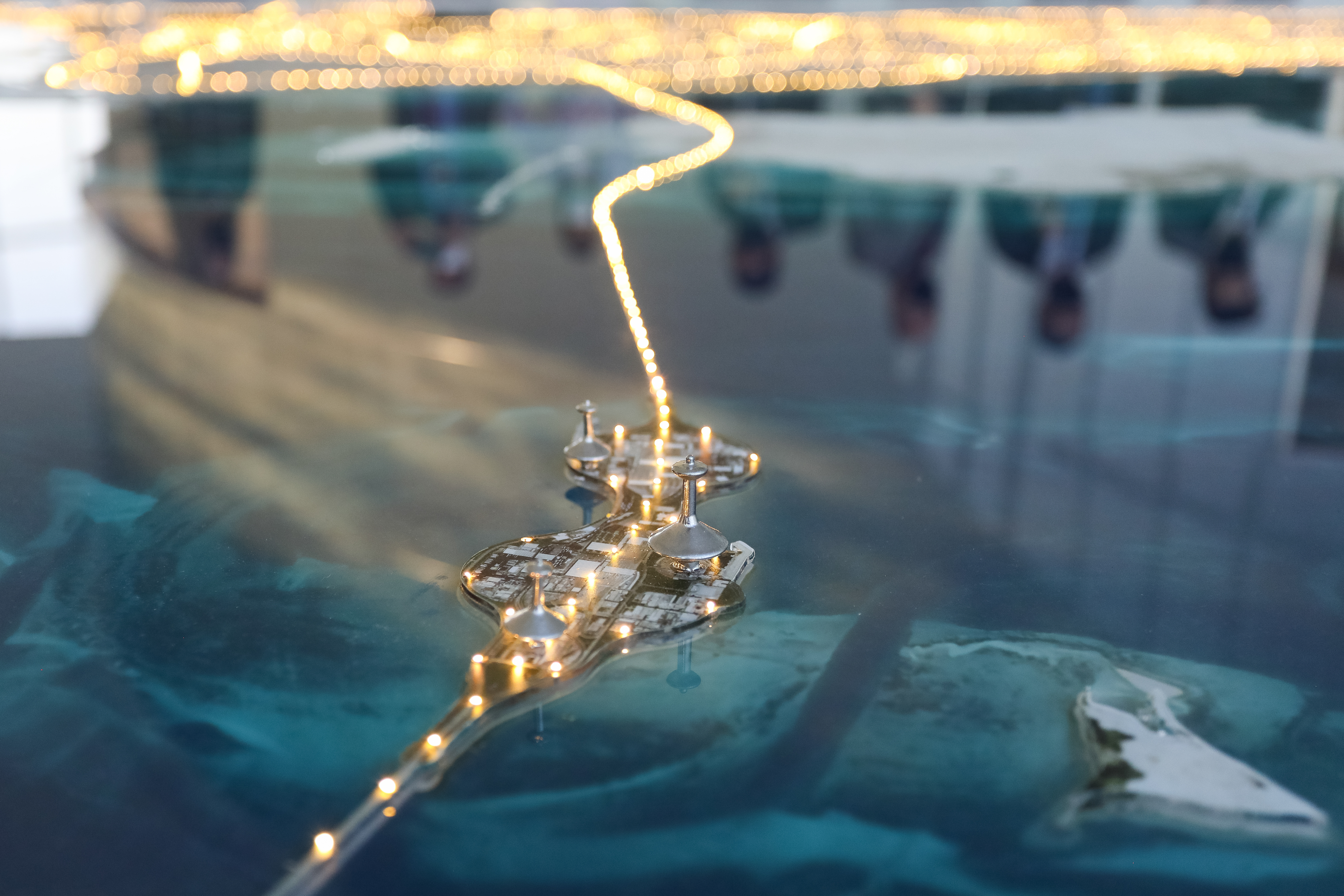
في مبنى مجلس التنمية الاقتصادية - يظهر في الصورة جسر الملك فهد خصيصاً جزيرة الملك فهد.

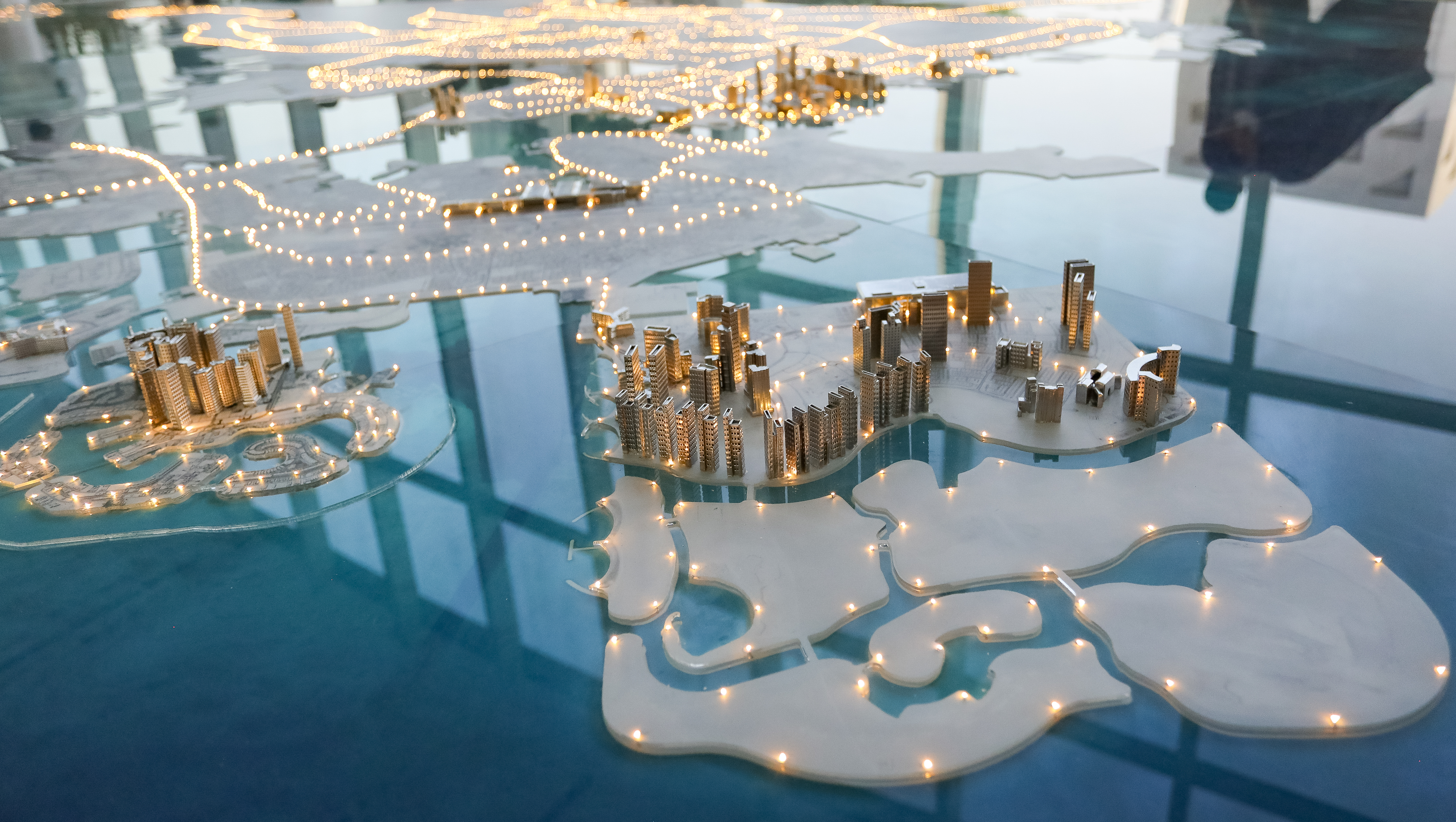
في مبنى مجلس التنمية الاقتصادية - تظهر في الصورة ديار المحرق.

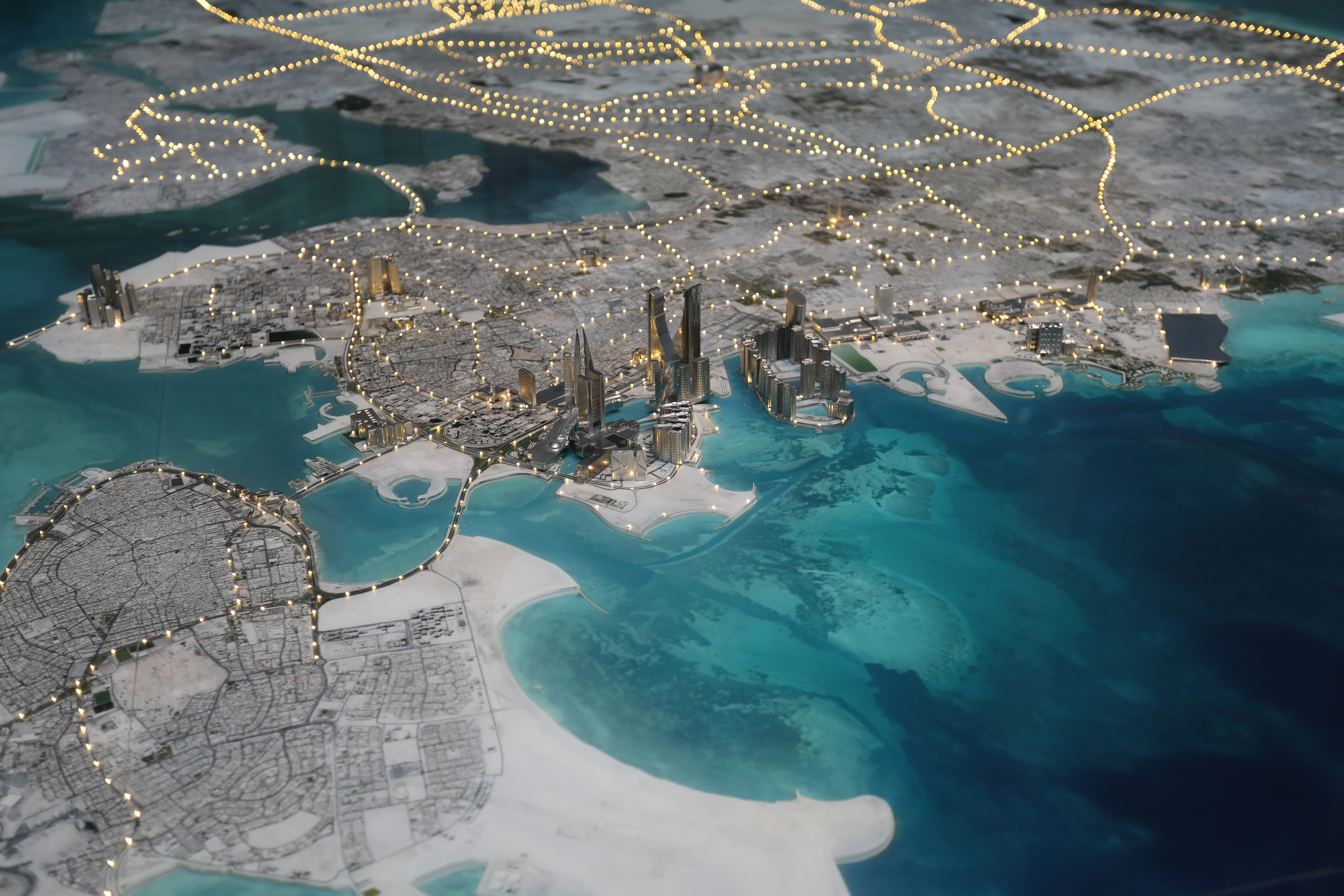
في مبنى مجلس التنمية الاقتصادية

## الموقع الرسمي لمجلس التنمية الاقتصادية[20]
https://www.bahrainedb.com